# Комсомольский сельсовет (Пензенская область)
Комсомольский сельсовет — сельское поселение в Лопатинском районе Пензенской области Российской Федерации.
Административный центр — село Дубровское.

## История
Статус и границы сельского поселения установлены Законом Пензенской области от 2 ноября 2004 года № 690-ЗПО «О границах муниципальных образований Пензенской области».

## Население
| 2002 | 2010 | 2012 | 2013 | 2014 | 2015 | 2016 |
| ---- | ---- | ---- | ---- | ---- | ---- | ---- |
| 790  | ↘715 | ↘688 | ↘684 | ↘677 | ↘663 | ↘657 |
| 2017 | 2018 | 2021 |      |      |      |      |
| ↘647 | ↘635 | ↘528 |      |      |      |      |

## Состав сельского поселения
| № | Населённый пункт | Тип населённого пункта       | Население |
| - | ---------------- | ---------------------------- | --------- |
| 1 | Белогорье        | село                         | ↘119      |
| 2 | Дубровское       | село, административный центр | ↘438      |
| 3 | Точка            | село                         | ↘158      |